# U-Bahnhof Willy-Brandt-Platz
Der U-Bahnhof Willy-Brandt-Platz (bis 1. Juli 1993 Theaterplatz) ist die Station im Netz der U-Bahn Frankfurt, die die Grundstrecken A und B verknüpft.
Er wurde 1971 als Umsteigeknoten gebaut und ab 1974 in seinem heutigen Umfang in Betrieb genommen. Von hier aus gelangt man zu den Linien U1, U2, U3 und U8 (A-Strecke) sowie U4 und U5 (B-Strecke). Eingänge zum U-Bahnhof befinden sich direkt am Willy-Brandt-Platz, aber auch am 200 Meter entfernten Kaiserplatz. Er ist in drei Ebenen aufgeteilt. Mit dem Namen des Platzes wird an den ehemaligen Bundeskanzler Willy Brandt (1913–1992, Kanzler von 1969 bis 1974), der 1992 gestorben ist, erinnert.

## Aufbau

### Verteilerebene
Die B-Ebene liegt direkt unter dem Platz und hat hauptsächlich Verteilerfunktion. Früher konnte man von hier direkt in das Einkaufszentrum des BfG-Hochhauses gehen. Es war die erste direkte Verknüpfung zwischen einem Hochhaus und einem U-Bahnhof in Frankfurt. Aufgrund schlechter Umsätze und wegen Sicherheitsbedenken wurde sie nach dem Einzug der Europäischen Zentralbank in das Hochhaus anderweitig genutzt. Es blieb eine Passage zu einem Ausgang, die bald auch schloss. Heute beherbergt das Tiefgeschoss zum Teil den Club Living XXL.
Auf dieser Ebene verläuft aber auch der so genannte Theatertunnel, ein Straßentunnel, der Bahnhofsviertel und Altstadt verbindet. U-Bahnhof und Straßentunnel wurden gemeinsam errichtet.

### Bahnsteigebenen

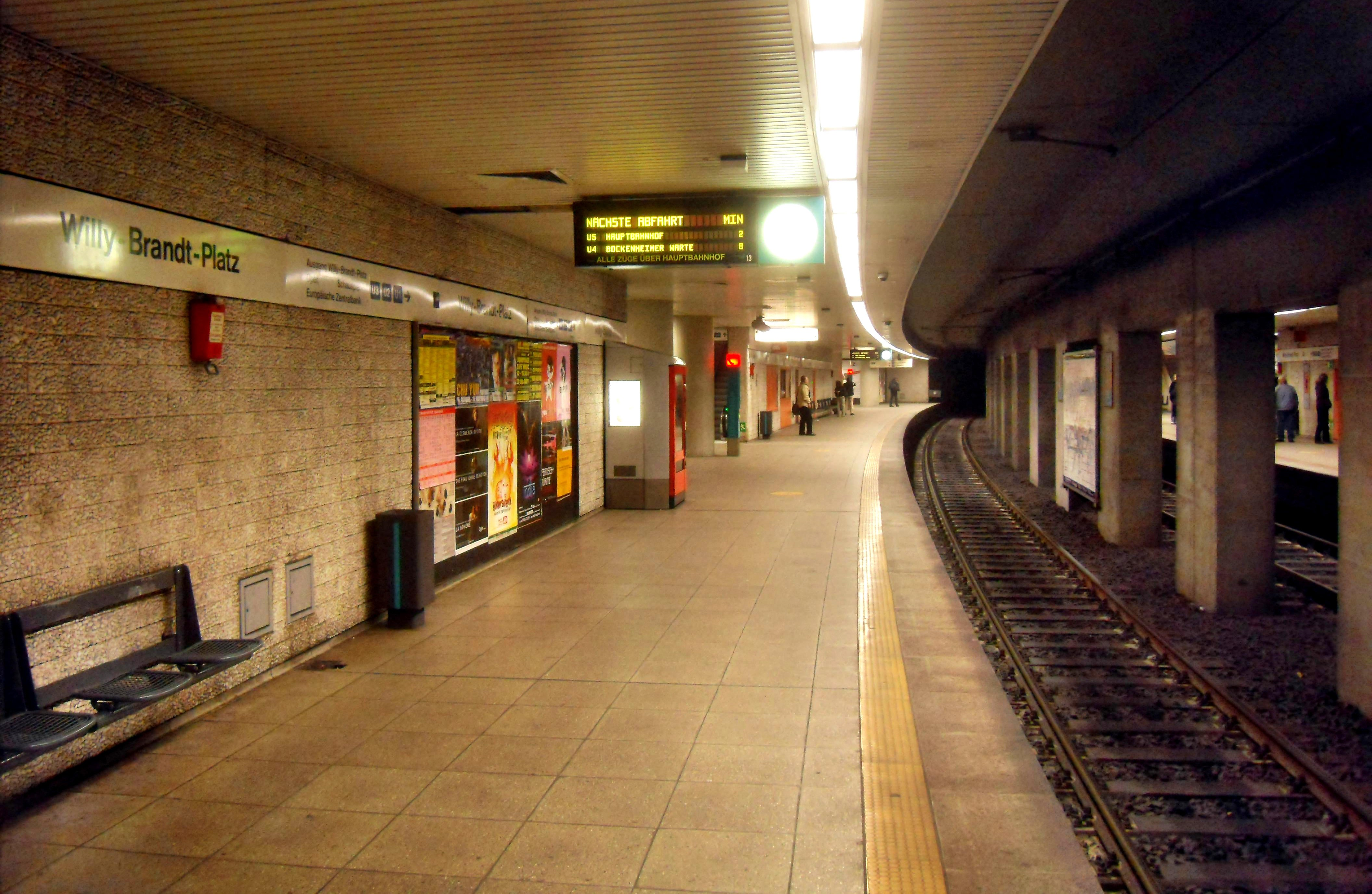
Bahnsteig der D-Ebene des U-Bahnhofs Willy-Brandt-Platz (2009)

Darunter befindet sich die C-Ebene mit den zwei Bahnsteigen der A-Linien Richtung Südbahnhof und Heddernheim. Dieser Teil des Bahnhofs befindet sich unterhalb der Friedensstraße, also einer Seitenstraße des Platzes. Ein weiterer Zugang befindet sich am Kaiserplatz.
Eine weitere Ebene tiefer, in der D-Ebene liegen die Gleise der B-Linien Richtung Hauptbahnhof und Bockenheim und Preungesheim.
Die ursprüngliche Planung für den Bahnhof sah vor, die kreuzenden Grundstrecken auch gleismäßig zu verbinden, um sowohl direkte Fahrten von der Hauptwache zum Hauptbahnhof als auch von der Konstablerwache nach Sachsenhausen zu ermöglichen. Aus Kostengründen entschied man sich 1966 gegen eine Gleisverbindung und ordnete beide Stationsbauwerke übereinander an.

## Architektur

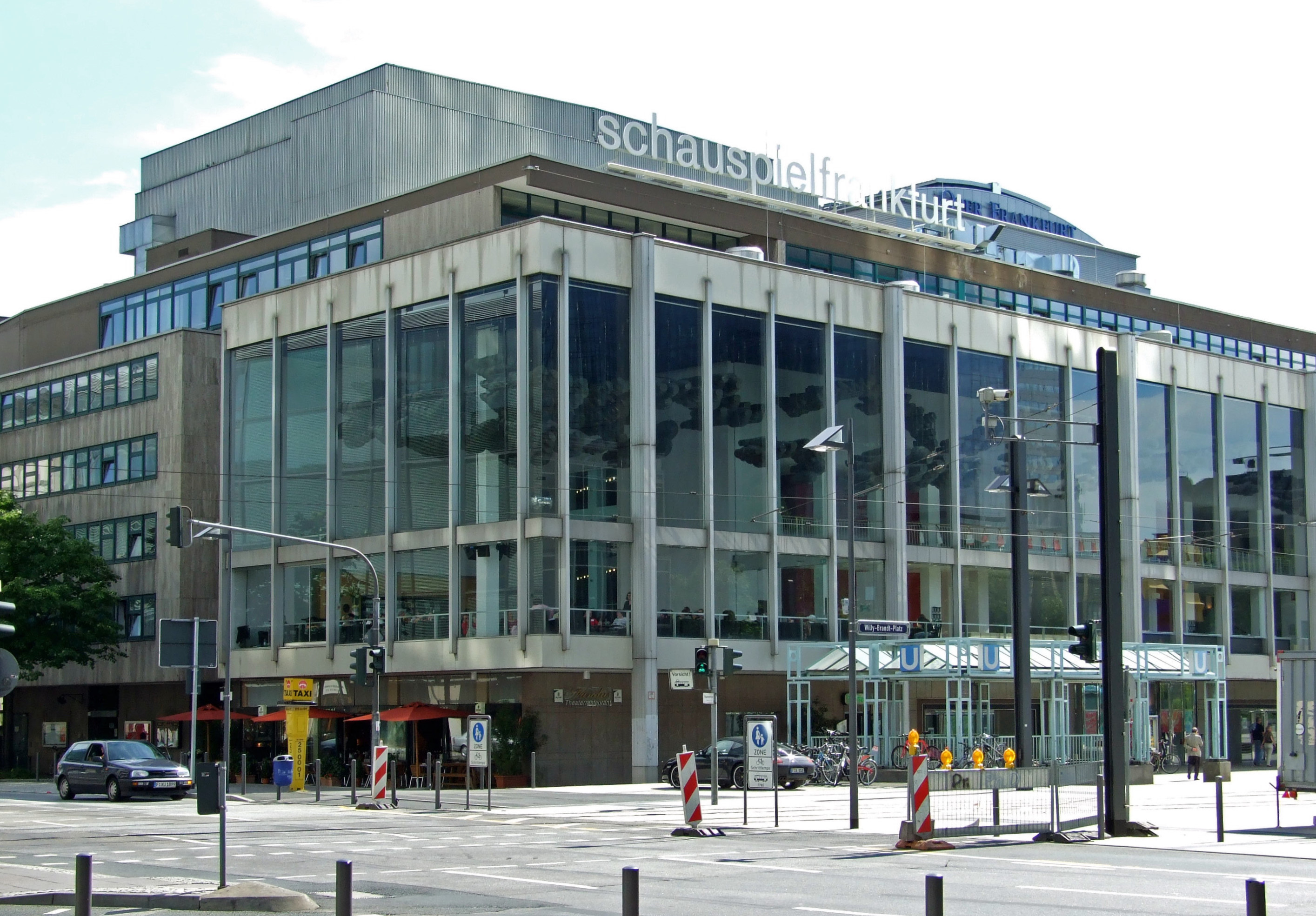
Zugang unmittelbar an der Neuen Mainzer vor dem Schauspiel

Der Bahnhof wurde in offener Bauweise errichtet. Im Februar 1970 wurde auf dem damaligen Theaterplatz jeglicher Oberflächenverkehr eingestellt, um die Baugrube auszuheben. Ab Oktober desselben Jahres konnten Straßenbahnen den Platz über eine Baubrücke wieder passieren. Zum Wiederausbau dieser Baubrücke musste der Tramverkehr zwischen August und Dezember 1971 wiederum eingestellt werden, danach waren die Bauarbeiten so weit fortgeschritten, dass der Verkehr an der Oberfläche wieder passieren konnte.
Die Station ist schlicht und funktional konzipiert. Vorwiegende Materialien sind orange und türkis lackiertes Metallblech sowie Waschbeton in der D-Ebene.

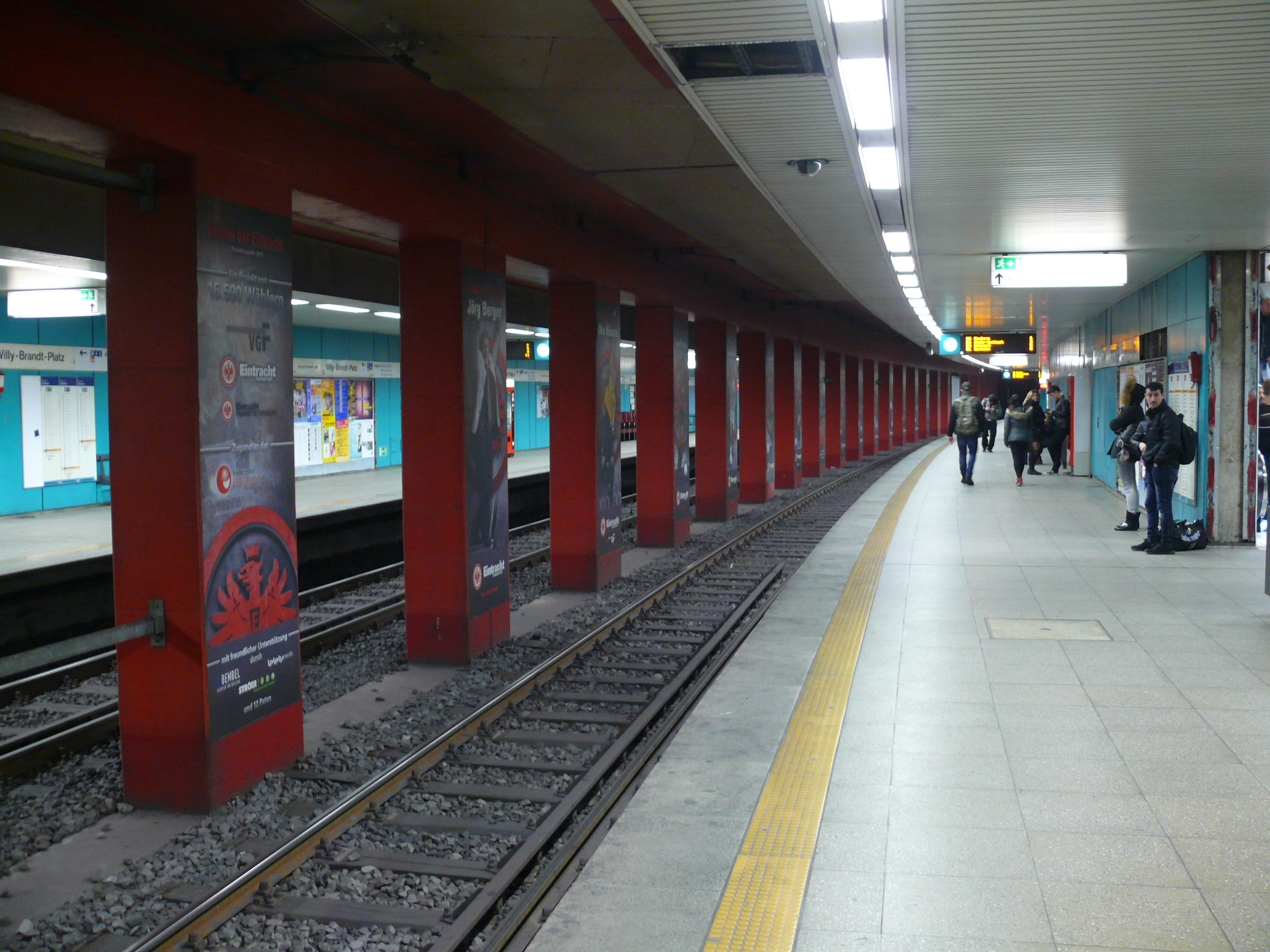
C-Ebene mit den „Säulen der Eintracht“ (2017)

Die Station soll in den kommenden Jahren umfassend erneuert werden. Dabei soll der Bahnhof die Elemente der benachbarten Gebäude aufgreifen. Stilisierte ionische Säulen sollen zum Beispiel in der C-Ebene die Nähe zum Hotel Frankfurter Hof am Kaiserplatz zeigen und ein speziell entwickeltes Lichtkonzept soll umgesetzt werden. Im Rahmen der Modernisierung wurden zwischen den Gleisen die „Säulen der Eintracht“ gestaltet: Elf Spieler und ein Trainer von Eintracht Frankfurt, die per Internet-Abstimmung ausgewählt wurden, werden seit Januar 2013 auf den zwölf tragenden Säulen gewürdigt. Dies sind Oka Nikolov, Uwe Bindewald, Bruno Pezzey, Charly Körbel, Jay-Jay Okocha, Uwe Bein, Jürgen Grabowski, Alexander Schur, Bum-kun Cha, Anthony Yeboah, Bernd Hölzenbein und als Trainer Jörg Berger.

## Betrieb

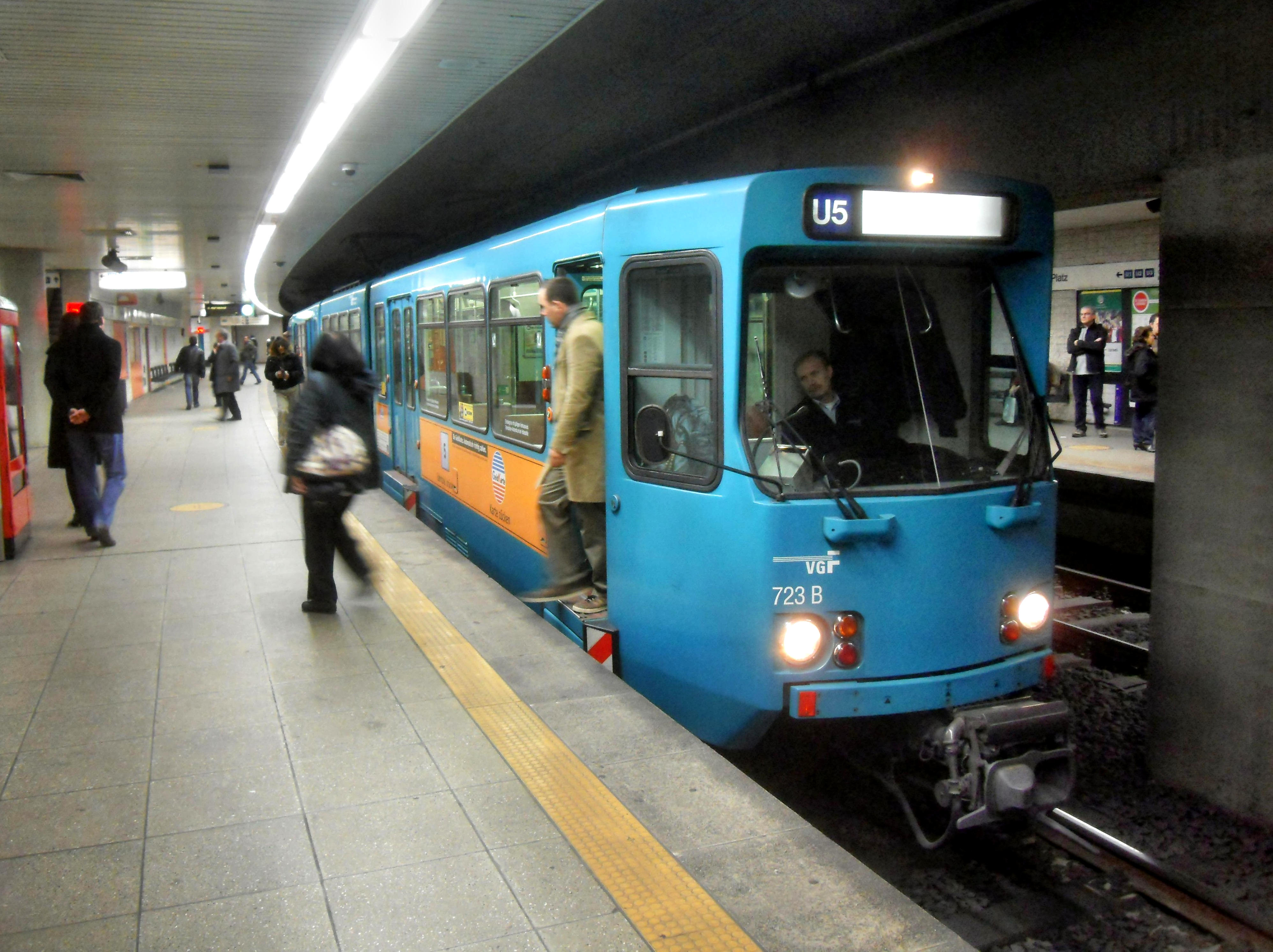
U-Bahn-Wagen des Typs Ptb im U-Bahnhof Willy-Brandt-Platz auf der Linie U5 (2009)

Der U-Bahnhof Willy-Brandt-Platz wird von den Linien U1, U2, U3, U4, U5 und U8 bedient.
| Linie | Verlauf | Takt |
| ----- | --- | --- |
| S1    | Südbahnhof – Schweizer Platz – Willy-Brandt-Platz – Hauptwache – Eschenheimer Tor – Grüneburgweg – Holzhausenstraße – Miquel-/Adickesallee – Dornbusch – Fritz-Tarnow-Straße – Hügelstraße – Lindenbaum – Weißer Stein – Heddernheim – Zeilweg – Heddernheimer Landstraße – Nordwestzentrum – Römerstadt – Ginnheim/Niddapark – Ginnheim Mitte | 10 min (werktags) 15 min (sonn-/feiertags) |
| S2    | Südbahnhof – Schweizer Platz – Willy-Brandt-Platz – Hauptwache – Eschenheimer Tor – Grüneburgweg – Holzhausenstraße – Miquel-/Adickesallee – Dornbusch – Fritz-Tarnow-Straße – Hügelstraße – Lindenbaum – Weißer Stein – Heddernheim – Sandelmühle – Riedwiese/Mertonviertel – Kalbach – Bonames Mitte – Nieder-Eschbach – Ober-Eschbach – Bad Homburg-Gonzenheim | 10 min (Südbf–Nieder-Eschb. werktags) 10/20 min (Nieder-Eschb.–Gonzenh. werktags) 5/10 min (HVZ) 15 min (sonn-/feiertags)                                                                |
| S3    | Südbahnhof – Schweizer Platz – Willy-Brandt-Platz – Hauptwache – Eschenheimer Tor – Grüneburgweg – Holzhausenstraße – Miquel-/Adickesallee – Dornbusch – Fritz-Tarnow-Straße – Hügelstraße – Lindenbaum – Weißer Stein – Heddernheim – Zeilweg – Wiesenau – Niederursel – Weißkirchen Ost – Bommersheim – Oberursel Bahnhof – Oberursel Stadtmitte – Oberursel Altstadt – Oberstedter Straße – Glöcknerwiese – Kupferhammer – Rosengärtchen – Waldlust – Oberursel-Hohemark                                                                   | 15 min (werktags) 30 min (sonn-/feiertags) |
| S4    | Bockenheimer Warte – Festhalle/Messe – Hauptbahnhof – Willy-Brandt-Platz – Dom/Römer – Konstablerwache – Merianplatz – Höhenstraße – Bornheim Mitte – Seckbacher Landstraße – Schäfflestraße – Gwinnerstraße – Kruppstraße – Hessen-Center – Enkheim | 7/8 min (Bock. Warte–Seckb. Landstr. werktags) 15 min (Seckb. Landstr.–Enkheim werktags) 10 min (Bock. Warte–Seckb. Landstr. so/feiertags) 20 min (Seckb. Landstr.–Enkheim so/feiertags) |
| S5    | Gymnasium Römerhof (geplant) – Schmidtstr. (geplant) – Wohnpark (geplant) – Europagarten (geplant) – Emser Brücke (in Bau) – Güterplatz (in Bau) – Hauptbahnhof – Willy-Brandt-Platz – Dom/Römer – Konstablerwache – Musterschule – Glauburgstraße – Deutsche Nationalbibliothek – Hauptfriedhof – Marbachweg/Sozialzentrum – Gießener Straße – Theobald-Ziegler-Straße – Ronneburgstraße – Sigmund-Freud-Straße – Preungesheim (in Umbau) – August-Schanz-Str. (in Planung) – Berkersheimer Weg (in Planung) – Frankfurter Berg (in Planung) | 7/8 min (werktags) 5 min (HVZ) 10 min (sonn-/feiertags) |
| S8    | Südbahnhof – Schweizer Platz – Willy-Brandt-Platz – Hauptwache – Eschenheimer Tor – Grüneburgweg – Holzhausenstraße – Miquel-/Adickesallee – Dornbusch – Fritz-Tarnow-Straße – Hügelstraße – Lindenbaum – Weißer Stein – Heddernheim – Zeilweg – Wiesenau – Niederursel – Uni-Campus Riedberg – Riedberg | 15 min 10 min (HVZ) |

An der oberirdischen Straßenbahnhaltestelle verkehren die Linien 11, 12, 14 und der Ebbelwei-Expreß.
| Linie | Verlauf | Takt                                                                                       |
| ----- | --- | ------------------------------------------------------------------------------------------ |
| 11    | Höchst Zuckschwerdtstraße – Nied Kirche – Griesheim – Gallus – Galluswarte – Hauptbahnhof – Willy-Brandt-Platz – Altstadt – Ostendstraße – Ostbahnhof – Mainkur Bahnhof – Fechenheim Schießhüttenstraße                                      | 10 min 7/8 min (wochentags an Schultagen)                                                  |
| 12    | Schwanheim Rheinlandstraße – Bürostadt Niederrad – Niederrad Bahnhof – Niederrad – Hauptbahnhof/Münchener Straße – Willy-Brandt-Platz – Konstablerwache – Bornheim Mitte – Eissporthalle/Festplatz – Fechenheim Hugo-Junkers-Straße/Schleife | 10 min 15 min (Schwanh.–Eissporth. so/feiertags) 30 min (Eissporth.–Fechenh. so/feiertags) |
| 14    | Bornheim Ernst-May-Platz – Zoo – Ostendstraße – Altstadt – Willy-Brandt-Platz – Hauptbahnhof – Galluswarte – Galluspark – Gallus Gustavsburgplatz – Gallus Mönchhofstraße                                                                    | 10 min (werktags) 15 min (sonn-/feiertags)                                                 |
| EE    | Ebbelwei-Expreß: Zoo → Ostendstraße → Römer/Paulskirche → Willy-Brandt-Platz → Hauptbahnhof → Festhalle/Messe → Hauptbahnhof → Südbahnhof → Lokalbahnhof → Ostendstraße → Zoo                                                                | 35 min (nur an Wochenenden und Feiertagen)                                                 |